# Vega (Norvegia)
Vega este o comună din provincia Nordland, Norvegia.